# 지니언스
지니언스 주식회사(Genians)는 대한민국의 네트워크 보안 기업이다.
2023년 공공 조달 시장에서 점유율 1위를 기록했으며 클라우드 NAC 솔루션 '지니안 클라우드 NAC'을 제공하고 있다.
2023년 사이버보안 전문가를 영입하여 '시큐리티센터' 설립을 추진하고 있다. 2023년 코스닥 라이징스타로 선정된 바 있다